# سليمان العلوي
وُلد  مولاي سليمان العلوي، في عام 1938 في سلا، هو قاض ومسؤول حكومي مغربي سابق.

## سيرته
أتمّ سليمان العلوي دراسته الابتدائية والثانوية في بالرباط . وفي عام 1961، حصل على الإجازة في القانون.
بدأ مسيرته المهنية كدبلوماسي في وزارة الشؤون الخارجية قبل أن يصبح قاضيا في فبراير 1963
تم تعيينه أولاً قاضيا  في المحكمة في جهة بني ملال ، ثم أصبح نائباً وكيلا العام للملك في محكمة الاستئناف بالرباط. و كان قاضياً مساعداً في نفس المحكمة قبل تعيينه بها .
كما شغل منصب وكيل الملك لدى المحكمة الابتدائية في الرباط ، ووكيلا عاما للملك لدى محكمة الاستئناف في طنجة ، كما كان مديراً للمحاكم الجماعية والدوائر القضائية في وزارة العدل.
و في سنة 1974، عُيّن وكيلاً للملك لدى المحكمة الإقليمية في أكادير.
وفي دجنبر 1979 ، أصبح مديراً عاماً للأمن الوطني  ثم مديراً للمحاكم البلدية و المقاطعات في وزارة العدل.
وفي 31 دجنبر 1999 ، عًيّن واليا الدار البيضاء الكبرى وعامل عمالة الدار البيضاء-أنفا  ، وقد ترك هذا المنصب في يونيو 2001.
و عُين مولاي سليمان العلوي في منصب "والي ديوان المظالم" ، و استمر فيه من 10 نوفمبر 2002 إلى 14 فبراير 2006.
و قد تم تكريمه خلال الذكرى ال 20 لإحداث مؤسسة الوسيط في فبراير 2023
وهو متزوج وأب لطفلين.

## الأوسمة
- " الداخلة » بمناسبة زيارة الملك الحسن الثاني لوادي الذهب الكويرة (1980).
- ضابط وسام العريش (1997) (فارس -1989).
- قائد الرتبة العليا للقسم المدني في الإمبراطورية البريطانية (1980).
- ضابط وسام السنغال (1981).